# Epergyöngyike
Az epergyöngyike, csengőjácint vagy gyöngyjácint (Muscari botryoides) a liliomfélék családjába, azon belül a gyöngyikék (Muscari) nemzetségébe tartozó hagymás évelő növény.
A gyöngyikék nemzetségéből Magyarországon négy faj él: a fürtös gyöngyike, az üstökös gyöngyike, a karcsú gyöngyike, valamint az epergyöngyike.

## Elterjedés, élőhely
Közép- és Dél-Európában, a Balkánon, valamint Kis-Ázsiában fordul elő. Leginkább a száraz, meszes talajt kedveli, de jól megél a gyengén savanyú agyagtalajokon is. Magyarországon többek közt a Hevesi Füves Puszták Tájvédelmi Körzet területén él, valamint a Mátrában is megtalálhatóak állományai.

## Megjelenése
10-25 centiméteres magasságúra nő meg. Felálló, kopasz tőlevelei soha nem emelkednek a virág fölé. Fürtvirágzatának hossza körülbelül 3–6 centiméter, maguk a virágok gömbölydedek.  Gyönyörű kék virágait március végétől májusig nyitja, valószínűleg ezek miatt nevezik egyes vidékeken csengőjácintnak, másutt gyöngyjácintnak.
A vadon élő epergyöngyike hazánkban potenciálisan veszélyeztetett növény: a földművelés módjának változása és a vegyszerek rá sem hatnak kedvezően. Néha mégis meglepő helyen bukkan fel. A Balaton-felvidéken több helyen is előfordul, többek között jelentős számban Balatonszepezd térségében.

## Felhasználás
Észak-Amerikában dísznövényként elterjedt.